# Léon Xanrof

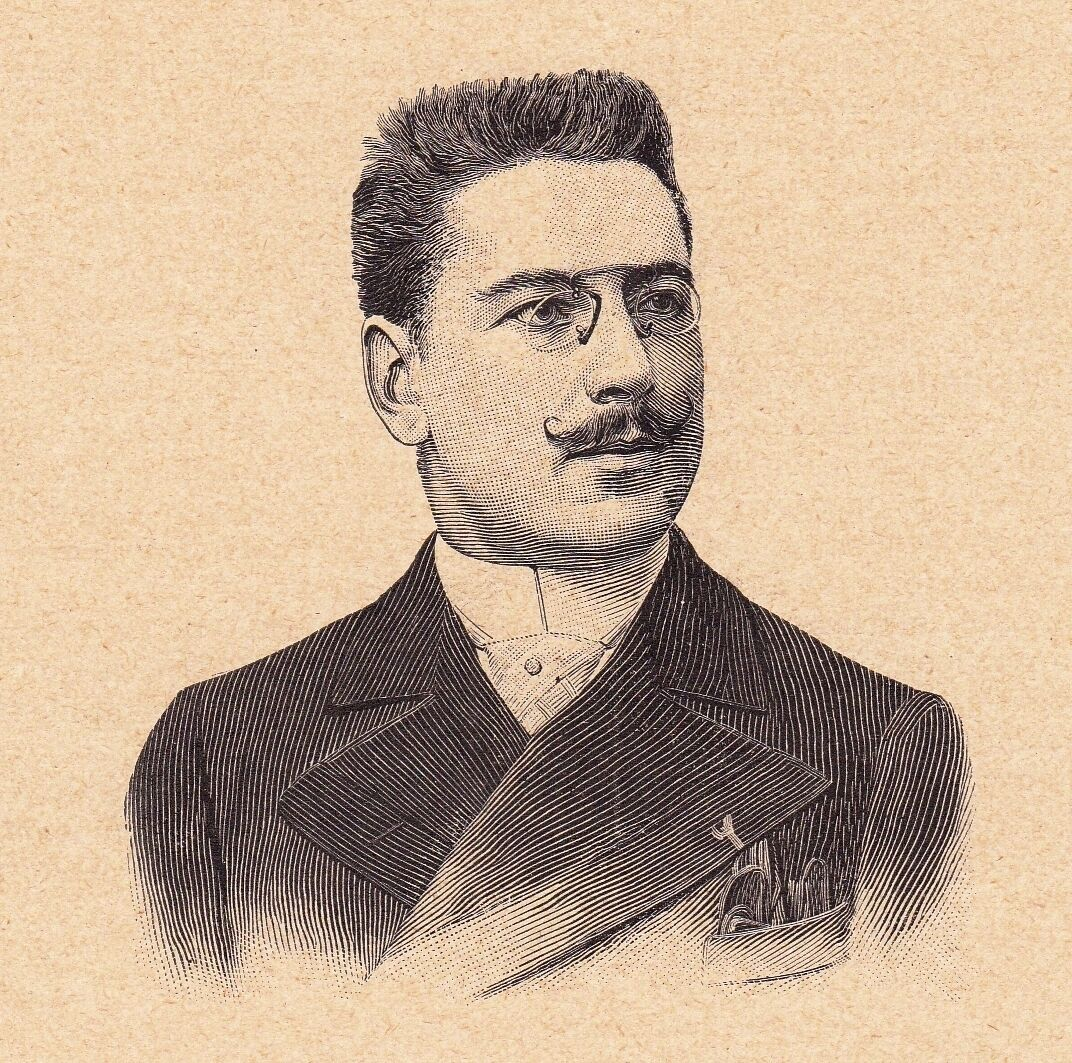
Léon Xanrof.

Léon Alfred Xanrof (ursprungligen Fourneau), född 9 december 1867 i Paris, död 17 maj 1953 i samma stad, var en fransk pjäsförfattare och kompositör.
I Sverige är Xanrof känd för att ha skrivit stycket Le fiacre som används i SVT:s solfilm.